# Geografia Słowenii

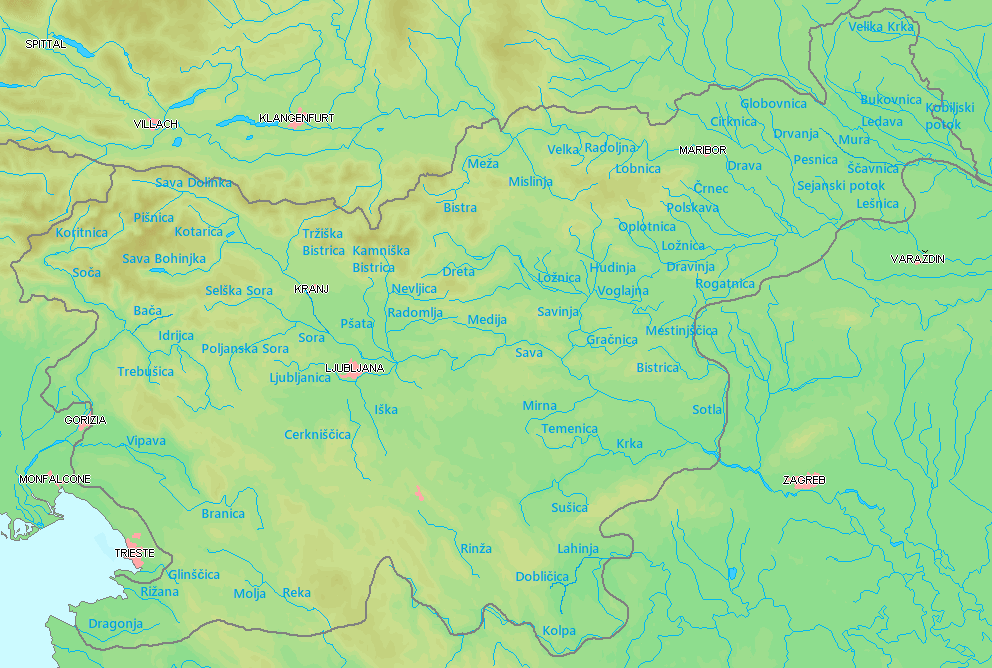
Mapa fizyczna Słowenii

Słowenia jest krajem leżącym w Europie Środkowej, na pograniczu Półwyspu Bałkańskiego, Alp Wschodnich i Kotliny Panońskiej, kraj leży nad Morzem Adriatyckim. Słowenia cechuje się górzystym krajobrazem, gdzie klimat jest bardzo zróżnicowany mimo niewielkiej powierzchni, jaką państwo to zajmuje.

## Powierzchnia i granice
Powierzchnia – 20 256 km² co odpowiada wielkości jednego z polskich województw.
- ląd: 20 151 km²
- woda: 122 km²

Skrajne punkty: północny 46°53′N, południowy 45°25′N, zachodni 13°23′E, wschodni 16°36′E. Rozciągłość południkowa wynosi 160 km, a równoleżnikowa 245 km, przeciętna szerokość kraju wynosi około 100 km.
Słowenia graniczy z następującymi państwami:
- Austria – 330 km
- Węgry – 102 km
- Chorwacja – 670 km
- Włochy – 232 km

Linia brzegowa – 44,4 km

## Budowa geologiczna i rzeźba

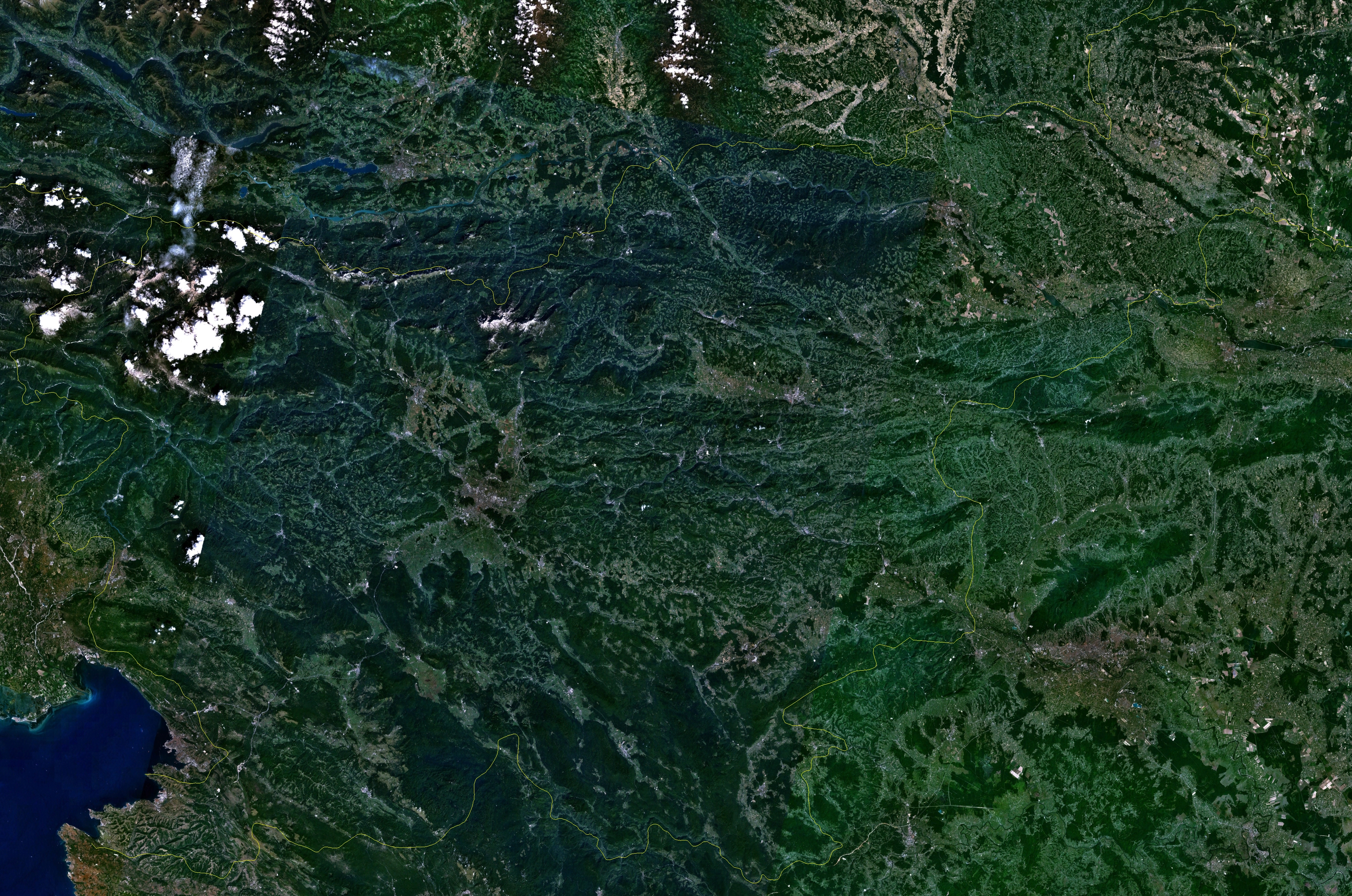
Zdjęcie satelitarne Słowenii

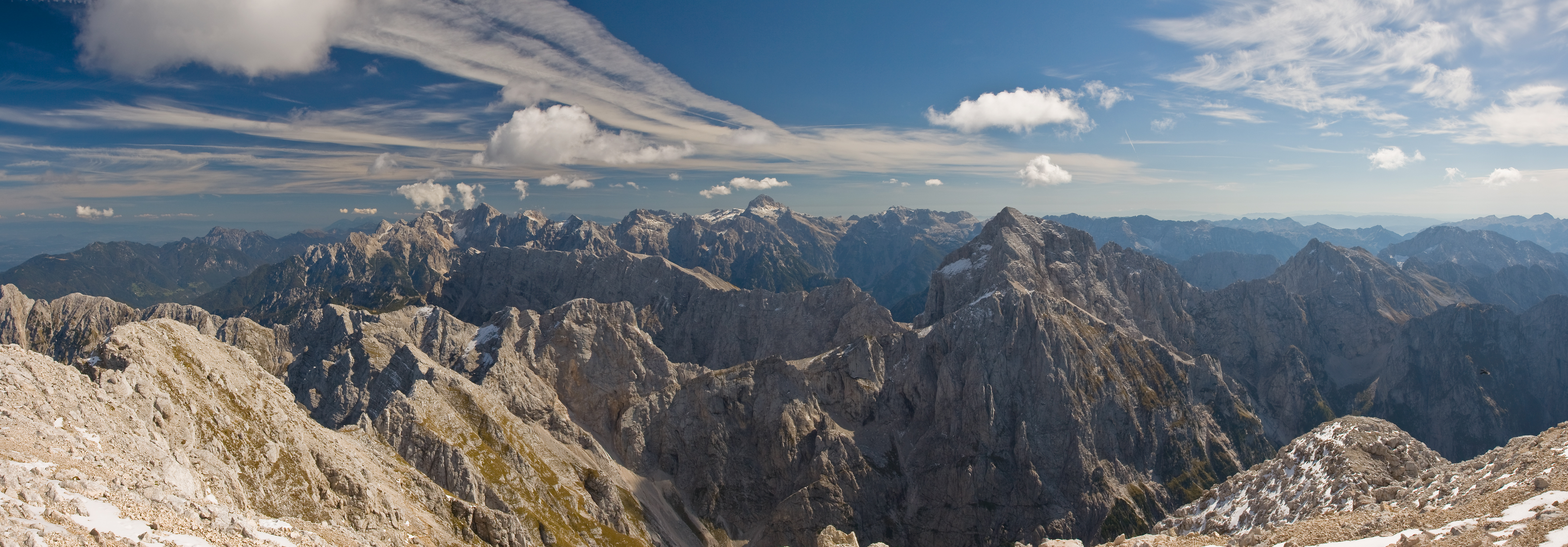
Alpy Julijskie

Słowenia jest państwem wyżynno-górzystym, gdzie 90% powierzchni kraju leży ponad 300 m n.p.m. Większość powierzchni Słowenii zajmują Alpy Wschodnie. W ich skład wchodzi pasmo zwane Alpami Julijskimi, leżącymi w północno-zachodniej części kraju. Góry te zbudowane są z mezozoicznych wapieni, dolomitów i łupków. Najwyższy szczyt kraju, to położony właśnie w Alpach Julijskich – Triglav (2864 m n.p.m.); znajduje się on na terenie parku narodowego o tej samej nazwie. Na północy wzdłuż granicy z Austrią ciągną się Alpy Kamnickie zbudowane z paleozoicznych łupków i wapieni pochodzących z mezozoiku. Najwyższy szczyt tych gór to Grintovec o wysokości 2558 m n.p.m. Góry wschodzące w skład Alp charakteryzują się rzeźbą polodowcową. Przedłużeniem systemu Alp w kierunku południowym są Góry Dynarskie, których fragment leży na południu Słowenii. Obszary tych gór budują dolomity i wapienie pochodzące z kredy, w górach tych występują zjawiska krasowe. Ten fragment gór jest niższy niż alpejska część Słowenii, góry wznoszą się ponad 1000 m n.p.m., ale mniej niż 2000 m n.p.m. Najwyższy szczyt tego regionu Snežnik o wysokości 1796 m n.p.m. W regionie Gór Dynarskich licznie występują krasowe jaskinie i podziemne jeziora, znajduje się tam słynna Jaskinia Szkocjańska.
Wschodnia, niewielka część Słowenii jest nizinna. Znajduje się tam fragment Kotliny Panońskiej. Część nadmorska także nizinna, ma charakter krasowy tzw. Primorje. Niewielki fragment wybrzeża adriatyckiego jest niski i piaszczysty.

## Klimat
Klimat jest zróżnicowany, gdyż Słowenia leży na styku stref: podzwrotnikowej i umiarkowanej, a dodatkowo klimat urozmaica rzeźba terenu. Większą część kraju leży w strefie klimatu umiarkowanego ciepłego z czterema porami roku. Klimat ten występuje w środkowej i wschodniej części kraju, obejmując niziny i kotliny śródgórskie. Jego odnogę stanowi odmiana górski, która obejmuje alpejską część Słowenii. Południowo-zachodnia część kraju, nadmorska, to obszar cechujący się większym wpływem mas zwrotnikowych, co oznacza występowaniem klimatu śródziemnomorskiego.
W strefie umiarkowanej na obszarach nisko położonych zimy są łagodne, ze średnią temperaturą −1 °C, ewentualnie −2 °C. Przebieg zimy typowy dla klimatu umiarkowanego jest taki sam jak np. w Polsce. Latem średnie temperatury wynoszą 20 °C. Im wyżej, tym jest chłodniej, występuje piętrowość klimatyczna, widoczna szczególnie w Alpach Julijskich. Średnie temperatury stycznia to −8 °C. Latem jest chłodno, maksymalne wartości w wyższych partiach gór sięgają 10 °C. Południowo-zachodnia część kraju, nad Morzem Adriatyckim, cechuje się temperaturami typowymi dla klimatu śródziemnomorskiego. Zimy są bardzo łagodne, ze średnią temperaturą 3 °C, latem jest częsta średnia dobowa 24 °C. Występuje dosyć duża liczba dni z temperaturami rzędu 29−33 °C, jednakże ze względu na wpływ morza, nie ma wysokich ekstremów klimatycznych.
Opady także są zróżnicowane, ale wszędzie ich ilości są duże. Na wschodzie kraju opady wynoszą od 800 do 1000 mm, zaś na wybrzeżu wartości te są zbliżone. Wschodnia część kraju cechuje się pewną przejściowością klimatu, gdzie poszczególne lata różnią się wartościami opadowymi. Jedynie w górach ilość opadów jest zdecydowanie wyższa. Maksymalne sumy wynoszą od 2000 do nawet 3000 mm rocznie. W górach opady występują cały rok, zaś na pobrzeżu skupiają się w półroczu zimowym. W górach zimą występują obfite opady śniegu, który utrzymuje się średnio do końca kwietnia.

## Wody

Jezioro Bled

Sieć rzeczna jest gęsta i ze względu na obfitość opadów deszczu i śniegu w górach – zasobna w wody. Większość powierzchni Słowenii jest odwadniana przez prawobrzeżne dopływy Dunaju: Sawę i Drawę, natomiast niewielka część zachodnia, poprzez rzekę Socza należy do zlewiska Adriatyku. Rzeki Słowenii charakteryzują się dużą zasobnością, którą odzwierciedla poziom przepływu rzeki w m³ na sekundę. Najbardziej zasobna w wodę jest Sawa, której przepływ wynosi 1690 m³/s, zaś jedną z najmniej zasobnych jest Socza, której przepływ wynosi 147 m³/s. W Słowenii licznie występują rzeki krasowe – ponornice. Rzeki zasilane są przez śnieg, jak i deszcz.
Na obszarze Słowenii, a dokładnie w jej alpejskiej części występują liczne niewielkie jeziora polodowcowe. Brak jest natomiast dużych jezior. Największym jeziorem jest Jezioro Bohinjsko o powierzchni zaledwie 318 ha, drugie co do wielkości Jezioro Bled ma powierzchnię 140 ha, oba akweny pochodzenia glacjalnego leżą w Alpach Julijskich. Słowenia zasobna jest w wody mineralne.

### Kąpieliska
Na terenie Słowenii w drugiej dekadzie XXI znajdowało się 47 kąpielisk wyznaczonych zgodnie z przepisami dyrektywy kąpieliskowej. Prawie połowa z nich znajdowała się na przybrzeżnych wodach morskich, a 9 na rzece Kupa. W okresie 2010–2018 jakość wód wszystkich z nich była oceniona jako dobra lub doskonała, podczas gdy wcześniej w kilku była klasyfikowana jako słaba.

## Gleby
Na obszarze Słowenii przeważają różnego typu gleby bielicowe. W regionie nadmorskim i w południowej części kraju wapienne podłoże przykrywają gleby czerwone – terra-rosa. Wschodnia część kraju, a zwłaszcza doliny rzek pokryte są madami. Czarnoziemy zajmują niewielką część kraju, skupiając się w południowo-wschodniej części Słowenii. Wyższe partie gór zajmują płytkie i słabo wykształcone gleby szkieletowe.

## Flora
Słowenia jest bardzo zalesionym krajem – lasy zajmują 50% powierzchni kraju. Słowenia leży w europejskiej strefie lasów mieszanych. Przewagę tu mają drzewa iglaste, których udział w drzewostanach wynosi około 60%. Dominują lasy sosnowo-jodłowo-bukowe, miejscami występują też lasy liściaste, głównie z dębami i grabami. Powodem przewagi drzew iglastych jest wysokie położenie znacznej części kraju nad poziomem morza. Lasy liściaste rosną na nizinach, zaś wyżej formacje mieszane i w końcu lasy iglaste z dużym udziałem jodły. Granica lasu przebiega 1700 m n.p.m., wyżej rośnie kosodrzewina, a od wysokości 1900 m n.p.m. tereny pokrywają łąki alpejskie. W dolinach rzek wykształcają się lasy łęgowe z udziałem wierzb i topoli. W strefie nadmorskiej występuje roślinność śródziemnomorska z formacją makia. Poza makią rosną tu świetliste dąbrowy, a nad samym morzem spotyka się nawet palmy posadzone przez ludzi.

## Fauna
Fauna jest dość dobrze zachowana ze względu na duży udział lasów. Świat zwierząt reprezentują gatunki typowe dla większości obszarów Europy. W lasach żyją jelenie, sarny, dziki, oraz wilki, wyżej w górskich lasach występują niedźwiedzie, w strefie łąk i hal żyją kozice. Świat ptaków jest bogaty, w lasach nisko położonych żyją jastrzębie, dzięcioły i wiele innych. Wyżej w lasach górskich spotkać można orła i dzięcioła trójpalczastego. Wśród gadów powszechne są węże, głównie żmije oraz wąż Eskulapa. Rzeki obfitują w wiele gatunków ryb, głównie są to pstrągi, jesiotry i sumy.